# Айзенштадт, Ефим Самойлович
Ефим Самойлович Айзенштадт (укр. Юхим Самійлович Айзенштадт; 1928 - 2011) — советский и украинский спортсмен и тренер; Мастер спорта СССР (1952), Заслуженный тренер Украинской ССР (1966), судья международной категории (1979).

## Биография
Родился 21 апреля 1928 года в Киеве в еврейской семье.
Во время Великой Отечественной войны семья находилась в эвакуации в Челябинской области, где Ефим, будучи старшим из детей, работал на масложиркомбинате. После освобождения Украины вернулись в Киев. Работал на заводе, учился в вечерней школе. В 1951 году окончил Киевский институт физической культуры (ныне Национальный университет физического воспитания и спорта Украины).
Тяжёлоатлетическим спортом занимался с 1948 года. Был двукратным призёром Кубка СССР (1951, 1952) и чемпионом Украинской ССР (1953), установив четыре рекорда Украины. В 1950-х годах Айзенштадт на чемпионатах СССР несколько раз входил в десятку сильнейших штангистов страны.
После карьеры спортсмена занялся тренерской и организационной работой. С 1959 по 1992 годы был членом президиума Федерации тяжёлой атлетики Украины; в 1961—1973 годах — председателем Федерации тяжёлой атлетики Киевской области; в 1973—1994 годах тяжёлоатлетической федерации Киева. В 1957—1966 годах Айзенштадт работал старшим тренером спортивного общества «Спартак»; в 1958—1967 годах — старшим тренером молодёжной команды Украины.
За свою тренерскую карьеру подготовил около 50 мастеров спорта, из них 20 мастеров спорта международного класса. Был одним из тренеров Заслуженного мастера спорта СССР Леонида Жаботинского.
С 1992 года Ефим Самойлович Айзенштадт работал старшим тренером по тяжёлой атлетике Центрального спортивного клуба армии Украины. В числе его молодых воспитанников —  Тимур Таймазов, который свои высшие достижения показал, проживая на Украине.
Умер 6 июня 2011 года.